# Асоціація сучасної музики України
Асоціація сучасної музики України (АСМУ) — перше професійне об'єднання композиторів і виконавців в Україні. 

## Заснування
Заснована восени 1926 як творча «лабораторія» при київській майстерні композиторів Музичного товариства ім. М. Леонтовича за ініціативою Товариства прихильників музики. На відміну від АСМ у тодішній РСФРР, — не мала власної ідеологічної програми, статуту та друкованого органу. Очолив АСМУ Б. Лятошинський. 1928 входила до складу ВУТОРМу. Стояла на засадах музично-стильового оновлення української музики. Головною метою вважала вивчення, практичне засвоєння й популяризацію новітніх музичних надбань композиторів тодішнього СРСР та Західної Європи. На початку 1928 київська АСМУ об'єднувала близько 40 членів: композиторів, виконавців (вокалістів та інструменталістів), а також членів-відвідувачів, які цікавилися питаннями розвитку сучас. музики. Мала невелику нотну бібліотеку. Крім щотижневого ознайомлення з творами, практикувалися виступи на концертній естраді, влаштовувалися диспути з питань розвитку нової музики. До 20 лют. 1928 було проведено 20 зборів, де виконано твори укр. (Б. Лятошинський, В. Грудін, М. Вериківський, Ф. Надененко, Л. Ревуцький), російських (І. Стравинський, С. Прокоф'єв, А. Александров, С. Фейнберг), західно-європейських (М. Равель, К. Дебюссі, А. Онеґґер Д. Мійо, Ф. Пуленк, А. Шенберґ, A. Казелла, Ю. Гуссенс, С. Скотт, Б. Барток, К. Шимановський) композиторів.
На початку 1927 при Харківській філії Товариства ім. Леонтовича виникла аналогічна Асоціація. Активну участь у її діяльності брав струнний квартет у складі С. Бружаницького, М. Левіна, О. Шора та Й. Гольдфанбейна. У його програмі були твори Л. Лісовського, Б. Новосадського, К. Богуславського, В. Косенка, Б. Лятошинського, В. Золотарьова, студентів Харків, муз. драм, ін-ту B. Борисова та О. Стеблянка, п'єси західно-європейських композиторів. У концертах А. виступали також піаністи, кам. співаки та артисти Харків, опери. Після перейменування Тов-ва ім. М. Леонтовича на ВУТОРМ на II з'їзді (26-28.02.1928) АСМ. продовжувала існувати ще 2 роки.

## Закриття
АСМУ, на відміну від московського та ленінградського відділень АСМ, не входила до Інтернаціонального товариства сучасної музики, хоча клопотання про дозвіл на вступ до Товариства й заснування в ньому секції української музики провадилося впродовж 1924—1925 рр. Несприятливі суспільно-політичні умови в Україні наприкінці 1920-х негативно вплинули на діяльність АСМУ, і вона перестала існувати.